# ソナタとインターリュード
『ソナタとインターリュード』（Sonatas and Interludes ）は、アメリカの作曲家ジョン・ケージが1946年2月から1948年3月にかけて作曲した、プリペアド・ピアノのための楽曲。ケージの友人であり初演者であるマロ・アジェミアン（Maro Ajemian、1921年 - 1978年）に献呈されている。

## 演奏時間
70分

## ピアノのプレパレーション
グランドピアノの88音のうち45音にプレパレーションが施されている。使用する「材料」は以下の通りで、単独、または複数を組み合わせて使用する。
- 各種ボルト25（家具用ボルト6、大ボルト3、中ボルト5、小ボルト1、指定のないボルト10）
- ねじ23
- ナット6（ねじ用3、家具ボルト用3）
- プラスティック片4
- ゴム15
- 消しゴム1

1音ごとに取り付ける材料、取り付ける弦、取り付け位置（ダンパーからの距離）は細かく指定されており、例えば中央「ハ」音の場合、
- 左と真ん中の弦の、ダンパーから14.1/2インチ（約17.9cm）のところにボルト
- 真ん中と右の弦の、ダンパーから7/8インチ（約2.2cm）のところにボルト
- 3本の弦の、6.1/2インチ（約7.7cm）のところにゴム

を取り付ける。

## 構成
16曲の「ソナタ」と4曲の「インターリュード」の全20曲から成っており、全体はシンメトリカルに構成されている。ソナタ14と15は2曲で1セットになっており、"Gemini - after the work of Richard Lippold "という副題がつけられている。
- ソナタ 1 - 2 - 3 - 4、第1インターリュード、ソナタ 5 - 6 - 7 - 8
- 第2インターリュード、第3インターリュード
- ソナタ 9 - 10 - 11 - 12、第4インターリュード、ソナタ 13 - 14 & 15 - 16

ソナタは9-11の3曲を除き2部形式で、||: A :||||: B :|| の構造になっている。